# Статковский, Александр Осипович
Александр Осипович Статковский (30.08.1795 — 18.02.1837) — русский военачальник, флигель-адъютант (1827), генерал-майор (1828), герой русско-турецкой войны 1828-1829 гг. и Польской кампании 1831 года. Директор 1-го Московского кадетского корпуса (1834-1837).

## Биография
Происходил из дворян Минской губернии, с началом Отечественной войны 1812 года поступил волонтёром на военную службу прапорщиком гвардейской пешей артиллерии, участвовал в Заграничных походах 1813—1814 годов. В 1820 году — полковник.
1 января 1827 года сменил генерал-майора Даниила Петровича Полозова (1794—1850) в должности командира лейб-гвардии 2-й артиллерийской бригады, 22 июля 1827 года удостоен звания флигель-адъютанта. Принимал участие в боевых действиях русско-турецкой войны 1828—1829 годов, отличился при осаде и взятии крепости Варна, за что 29 сентября 1828 года награждён чином генерал-майора.
В ходе Польской кампании 1831 года участвовал в боях 4 мая 1831 года при Пржетице и 9 мая 1831 года при Желтках, отличился при осаде и штурме Варшавского предместья Воля (Wola); из служебной характеристики, представленной в 1831 году начальником Главного штаба действующей армии генерал-адъютантом Карлом Фёдоровичем Толем (1777—1842) императору Николаю I для аттестации генералов:

«Генерал-майор Статковский (Лейб-гвардии Пешей артиллерии). Отличный артиллерийский генерал, весьма хорошего образования во всех частях военного искусства. Холодной храбрости и весьма распорядительный генерал».

15 октября 1834 года передал командование бригадой полковнику барону Ивану Фёдоровичу Розену (1797—1872) и занял пост директора 1-го Московского кадетского корпуса.
Умер от инсульта 18 февраля 1837 года в Санкт-Петербурге в возрасте 41 года, похоронен на Тихвинском кладбище Александро-Невской лавры.

## Награды
- Орден Святой Анны 4-й степени (15.09.1813)
- Орден Святой Анны 2-й степени (04.08.1824)
- Орден Святого Владимира 3-й степени (06.12.1828)
- Орден Святого Станислава 1-й степени (06.12.1830)
- Золотая шпага с надписью «За храбрость», украшенная алмазами (25.06.1831)
- Орден Святого Георгия 3-й степени «В воздаяние отличного мужества и храбрости, оказанных в сражении против польских мятежников, где находился всегда впереди с примерным присутствием духа и, не взирая на жестокий огонь мятежников, хладнокровно давал точные и подробные наставления командирам частей и личным примером возбуждал в войсках дух смелости и решимости» (№ 436, 22 августа 1831)
- Орден Святой Анны 1-й степени (18.10.1831)

## Семья
Был женат на Александре Воиновне Нащокиной (?—1852), дочери генерал-лейтенанта Воина Васильевича Нащокина (1742—1806), детей не имел.